# Euonymus macropterus
Euonymus macropterus är en benvedsväxtart som beskrevs av Franz Josef Ivanovich Ruprecht. Euonymus macropterus ingår i släktet Euonymus och familjen Celastraceae. Inga underarter finns listade.

## Bildgalleri

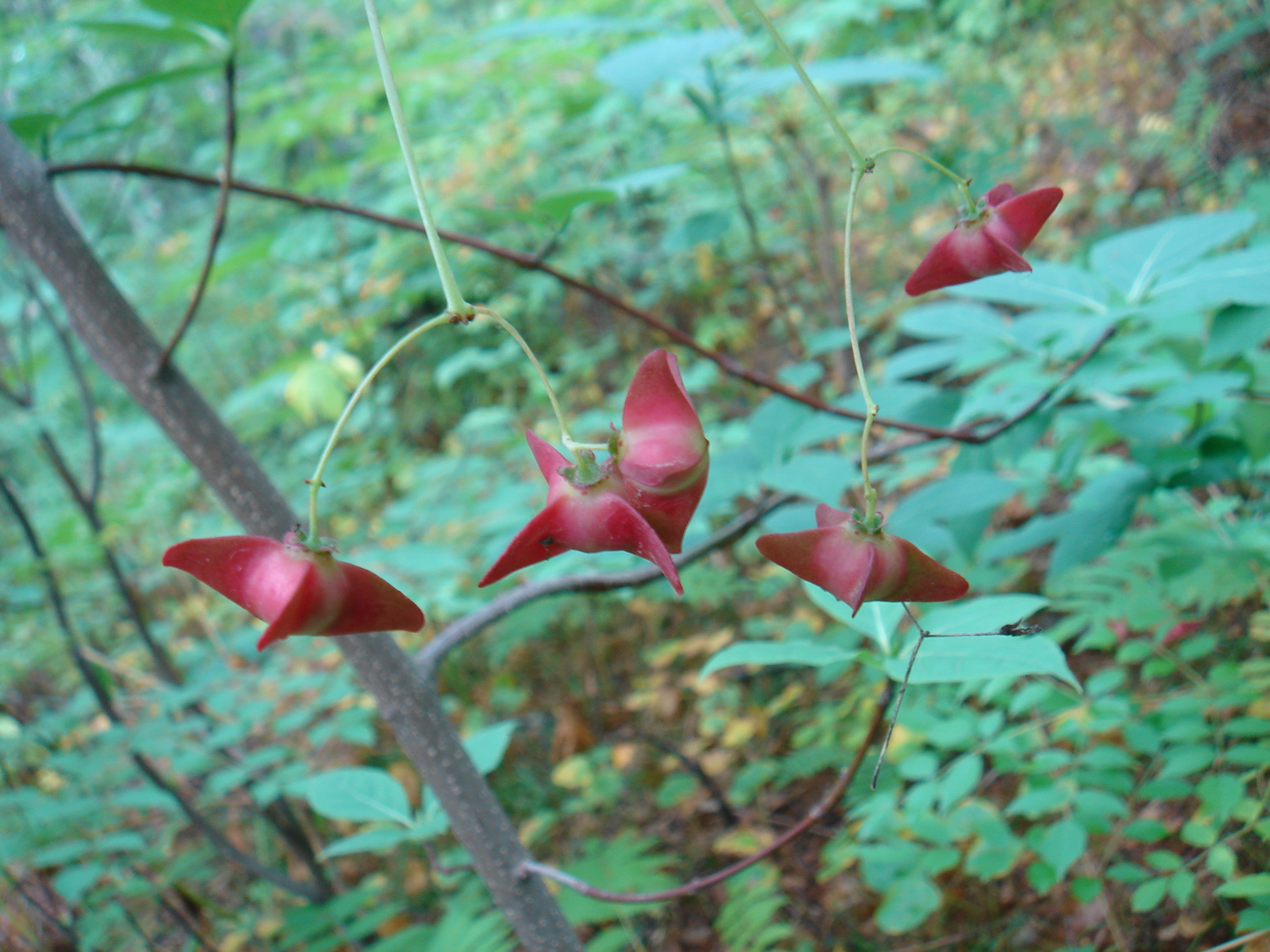